# 仙侠剑
《仙侠剑》，2015年中国大陸古裝武俠电视剧，根据清代满族文学家文康小说《儿女英雄传》改编，讲述少侠宋声秋与侠女何玉凤闯荡江湖和除暴安良的故事，本剧2012年11月開機，2013年2月殺青，並于2015年7月18日央視八套晚上播出。此劇刪除《儿女英雄传》裡八旗勳貴紀獻唐(年羹堯)，增加了一個類似漢人岳鍾琪名字的反角蘭鍾岳。

## 播放歷史
| 频道     | 国家/地区 | 播放日期      | 播放时段                 |
| -------- | --------- | ------------- | ------------------------ |
| 央視八套 | 中国      | 2015年7月18日 |                          |
| PPTV HD  | 泰國      | 2016年8月24日 | 星期一-週五-15:15至16:15 |

## 剧情
宋聲秋(蔣毅飾)，劍神宋寧遠(張晨光飾)之子，與何玉鳳(劉庭羽飾)從小青梅竹馬，兩情相悅，歐陽修羅之子歐陽軒仰慕何玉鳳與歐陽修羅向何紀提親，遭拒惱羞，藉著蘭忠岳之力，以貪贓枉法之名除掉何紀……
由于传说中的神兵仙侠剑重现江湖，导致武林中各门各派争相抢夺，可是该剑却被宋寧遠抢走，强行练剑而导致自己走火入魔，歐陽修羅为了夺回此剑，而跟宋氏父子的神剑门结下梁子，而大都督蘭忠岳亦借此风波去血洗武林一统江湖……

## 演出
| 演员   | 角色     | 备注 |
| 蒋毅   | 宋声秋   | 宋宁远之養子，张鸿烈之子，鍾情何玉凤，被何玉鳳、花弄影、蘭虹虹所鍾情，後成為魔教教主，為了要打敗歐陽軒而吸收魔巨蟒百年功力，被玉鳳的真情打動洗去魔性，與玉鳳笑傲江湖。兵器:仙俠劍。武功:仙俠劍法。門派:神劍門、魔教教主。師傅:邊讓、鄧九公、雲莊主、紅魔女 |
| 刘庭羽 | 何玉凤   | 智謀雙全，善良的姑娘，鍾情宋声秋，兩人的感情夠堅貞因而使宋聲秋得以洗去魔性，與宋聲秋笑傲江湖。兵器:劍。師傅:鄧九公 |
| 陆昱霖 | 欧阳轩   | 欧阳修罗之子，鍾情何玉鳳，為了個人利益在都督府裡做事並娶蘭虹虹為妻，為人心狠手辣，比起蘭鍾岳還更像是反派。後與宋聲秋同時墜崖而亡。兵器:仙俠劍。武功:仙俠劍法、修羅劍法、都督劍法。門派:修羅門、朝廷大都督。師傅:歐陽修羅                                   |
| 徐申东 | 花弄影   | 悬壶济世的医女，白梅雪之女，鍾情宋声秋，被常熙、魔教長老白狐所鍾情。死於歐陽軒之手。兵器:短刃、彩帶。武功:魔教武功。門派:魔教 |
| 徐少强 | 何紀     | 何玉鳳之父，因拒絕歐陽修羅的提親，慘遭蘭忠岳陷害而死 |
| 陈秀丽 | 张金凤   | 書生安驥之妻 |
| 张晨光 | 宋宁远   | 宋声秋之養父，後因發現張鴻烈與苗翠媛偷情起爭執，被張鴻烈一掌打死。兵器:仙俠劍。武功:仙俠劍法、神劍門武功。門派:神劍門 |
| 汤镇业 | 兰钟岳   | 朝廷大都督，假借宋聲秋之名以仙俠劍殘殺各大門派，僅次於歐陽軒的大反派，後死於欧阳轩之手。兵器:仙俠劍。武功:仙俠劍法。門派:朝廷大都督 |
| 田丽   | 白梅雪   | 魔教毒王，為花弄影的母親。兵器:用毒。武功:魔教毒功。門派:魔教 |
| 梁家仁 | 边让     | 心劍大師，在黑魔洞中毒後意外的以毒攻毒而保留了性命，與鄧九公、雲中天和玉鳳、聲秋一起隱居在神仙潭。 |
| 周明增 | 邓九公   | 無招大師，何玉凤的叔公兼師父，在黑魔洞中毒後意外的以毒攻毒而保留了性命，與邊讓、雲中天和玉鳳、聲秋一起隱居在神仙潭。 |
| 陈威翰 | 常熙     | 無極門門主，外号追风剑，鍾情花弄影，後因趁人之危輕薄花弄影，最終死於花弄影手裡。兵器:劍。武功:無極門武功。門派:無極門 |
| 刘娜萍 | 蘭虹虹   | 兰钟岳之女，鍾情宋声秋，被蒼松所鍾情。後嫁予歐陽軒，与他育有一子，卻遭欧阳轩的毒手而變啞巴，並且還將她毀容。最終死於歐陽軒之手。兵器:劍。武功:都督劍法。門派:朝廷                                                                                          |
| 王岗   | 张鸿烈   | 神劍門掌門，武林盟主，替親生兒子宋声秋擋下欧阳轩的仙俠劍死於非命。兵器:劍。武功:神劍門武功。門派:神劍門 |
| 钟久夫 | 苍松     | 都督府護衛，鍾情蘭虹虹，被寒風所鍾情，死於欧阳轩之手 |
| 高雄   | 欧阳修罗 | 修羅門掌門，歐陽軒之父，死於兰钟岳之手。兵器:劍。武功:修羅劍法、都督劍法。門派:修羅門 |
| 商忆莎 | 红魔女   | 魔教教主，宋聲秋師傅，自幼本是孤兒由紅巨狼一手帶大。最後退居黑魔洞安享晚年。兵器:劍。武功:魔教武功。門派:魔教 |
| 钱璇   | 白罗煞   | 死於欧阳轩之手，鍾情黑羅煞，被魔教長老藍鷹所鍾情（在白罗煞未死之前一心只想為黑罗煞報仇雪恨）。兵器:短斧。武功:修羅門武功。門派:修羅門、魔教 |
| 杨浩煜 | 黑罗煞   | 死於欧阳轩之手，白羅煞師兄。兵器:劍。武功:修羅門武功。門派:修羅門 |
| 李思蓓 | 邓柔柔   | 何玉鳳之母，死於兰钟岳之手 |
| 周月芳 | 苗翠媛   | 宋聲秋之母，自盡而亡 |
| 王卫国 | 澄观     | 神龍派掌門，為人固執，一直冤枉宋聲秋，後繼任為武林盟主，後與宋聲秋化敵為友。兵器:劍。武功:神龍派武功。門派:神龍派 |

## 主创表
- 出品人：
- 总策划：
- 总监制：
- 监制：
- 策划：
- 制作总监：
- 编剧：
- 总制片人：
- 制片人：
- 发行人：
- 电视剧发行许可证号：（浙）剧审字（2013）第071号
- 出品：中国中央电视台、拉风传媒、上海拉风兄弟影视有限公司、北京拉风影视投资有限公司